# Delta Omicron
Delta Omicron (ΔΟ) è una confraternita internazionale onoraria della musica professionistica la cui missione è promuovere e supportare l'eccellenza nella musica e nella musicalità.

## Storia
La Delta Omicron International Music Fraternity venne fondata il 6 settembre 1909 presso il Conservatorio di musica di Cincinnati da tre studentesse universitarie: Hazel Wilson, Lorena Creamer e Mabel Dunn.  Altri membri fondatori furono Mae Chenoweth, Grace Hudson e Adah H. Appell. L'atto costitutivo fu firmato dai soci fondatori l'8 dicembre 1909 e depositato presso l'ufficio del Segretario di Stato dell'Ohio. Lo statuto fu concesso il 13 dicembre 1909. Nel 1923, questa data fu fissata come "Giornata dei fondatori" poiché non tutte le istituzioni collegiali in cui erano stati installati i capitoli avevano aperto per il semestre autunnale entro il 6 settembre.
Originariamente chiamata "Delta Omicron Sorority", l'organizzazione cambiò nome in "Delta Omicron Fraternity" nel 1947 poiché "fraternità" era il nome preferito nei circoli panellenici. La confraternita ha capitoli collegiali negli Stati Uniti. Diversi capitoli sono stati stabiliti all'estero, ma sono inattivi. Delta Omicron è l'unica organizzazione del suo genere, dal momento che è stata fondata da studenti per studenti ed è anche l'unica confraternita musicale professionistica fondata da persone del sottoproletariato. Originariamente, l'organizzazione tutta al femminile, Delta Omicron ha inserito per la prima volta anche gli uomini nel 1979 dopo aver modificato lo statuto nel 1977.

## Fondazione Delta Omicron, Inc.
La Delta Omicron Foundation, Inc. è stata fondata il 17 giugno 1958 costituita in Ohio come organizzazione senza scopo di lucro. La Fondazione ottenne l'esenzione fiscale il 27 marzo 1964 ed amministra le attività filantropiche di Delta Omicron come una società separata. Sostiene e promuove musica e musicisti attraverso borse di studio per lo studio della musica, commissioniona opere a compositori, organizza premi per realizzazioni musicali, concede sussidi per pubblicazioni, programmi di promozione della musica e iniziative musicali nazionali e internazionali. Integra anche il fondo di dotazione di Delta Omicron, istituito nel 1927.

## Informazioni sul capitolo e sull'appartenenza
L'appartenenza è determinata sulla base del talento, della borsa di studio e del carattere ed è aperta agli studenti di musica iscritti alle scuole in cui si trovano le sedi Delta Omicron, ai membri delle facoltà di musica di quelle scuole e ai musicisti professionisti. Sono stati iniziati oltre 28.000 membri. Le prime iscrizioni onorarie furono offerte a musiciste di "reputazione nazionale" nel 1916.
I capitoli collegiali sono istituiti in istituti di istruzione superiore accreditati e derivano i loro nomi dall'alfabeto greco nella sequenza regolare secondo la data di insediamento.
I capitoli degli alunni derivano i loro nomi usando il nome del capitolo collegiale più vicino preceduto dalla lettera Zeta. I capitoli adottarono nomi di lettere greche a partire dal 1944.
Delta Omicron è stata la prima confraternita musicale a stabilire sedi all'estero. I capitoli internazionali di Delta Omicron sono quelli stabiliti al di fuori dei confini degli Stati Uniti, il primo dei quali è stato istituito in Corea del Sud il 7 giugno 1958. I membri di un Chapter internazionale possono essere composti da membri collegiali o alunni. I capitoli collegiali internazionali derivano i loro nomi dall'alfabeto greco, preceduto dalla lettera Kappa.

## Capitoli
Delta Omicron ha un totale di 183 capitoli e club. Dei 129 capitoli collegiali che sono stati istituiti negli Stati Uniti, 37 sono attivi. Dei 46 capitoli e club di alunni che sono stati istituiti negli Stati Uniti, 15 sono attivi.
Otto capitoli - sette collegiali e uno di ex alunni - furono istituiti in Corea del Sud, in gran parte grazie al lavoro di Lenore Harpster Lutz, che viaggiò nel paese con suo marito, un missionario. Sono tutti inattivi.
Nel 2017, il capitolo Delta Tau a William & Mary si è dissociato dall'organizzazione nazionale e ha formato la confraternita Delta Tau Omicron.

## Pubblicazioni
The Wheel: Educational Journal of Delta Omicron è la pubblicazione ufficiale della confraternita. La pubblicazione del giornale iniziò con il primo volume nel giugno 1915. The Wheel è stata pubblicata annualmente dal 1915 al 1923, semestrale dal 1924 al 1925, triennalmente dal 1926 al 1929 e trimestralmente dal 1930. I redattori realizzano articoli su informazioni relative alla confraternita, ai suoi membri e patroni, ai capitoli collegiali e degli alunni, a eventi speciali e a premi e articoli di interesse per i musicisti relativi alla musica. Viene distribuita a tutti i membri della fraternità.
The Whistle of Delta Omicron International Music Fraternity—Alumni Newsletter è la pubblicazione ufficiale della confraternita per gli alunni. La newsletter internazionale ha iniziato la pubblicazione con il primo volume nel 1952 ed è orientata agli interessi dei membri alunni. Originariamente veniva distribuita annualmente a tutti gli alunni membri della confraternita via posta, tuttavia, dal gennaio 2004, è stata pubblicata online sul sito web di Delta Omicron.

## Membri nazionali onorari, patroni nazionali e citazioni
Un membro onorario nazionale, riconosciuto come tale dal Consiglio di amministrazione nazionale, è un musicista che ha ottenuto importanti riconoscimenti nel suo campo.
Il titolo di "Patron" o "Patroness" può essere conferito a un musicista che ha raggiunto una reputazione nazionale nel suo campo. Il titolo può essere conferito anche a un mecenate della musica riconosciuto a livello nazionale.
Le citazioni sono fatte dal Consiglio Direttivo Nazionale a persone fisiche o giuridiche il cui sostegno alla musica o alle arti sia ritenuto degno di riconoscimento.

## Affiliazioni nazionali
Delta Omicron è affiliata alle seguenti organizzazioni: American Classical Music Hall of Fame, American String Teachers Association, College Fraternity Editors Association (CFEA), Music Educators National Conference (MENC), Music Teachers National Association, National American Inter-fraternal Foundation (NIF), National Association of Schools of Music (NASM), National Federation of Music Clubs (NFMC), National Interfraternity Music Council, National Music Council, Professional Fraternity Association (di cui è stata socio fondatore), e Support Music, Music Education Coalition.
Delta Omicron ha fondato e ha mantenuto uno studio presso MacDowell Colony dal 1928.